# Karaïbs

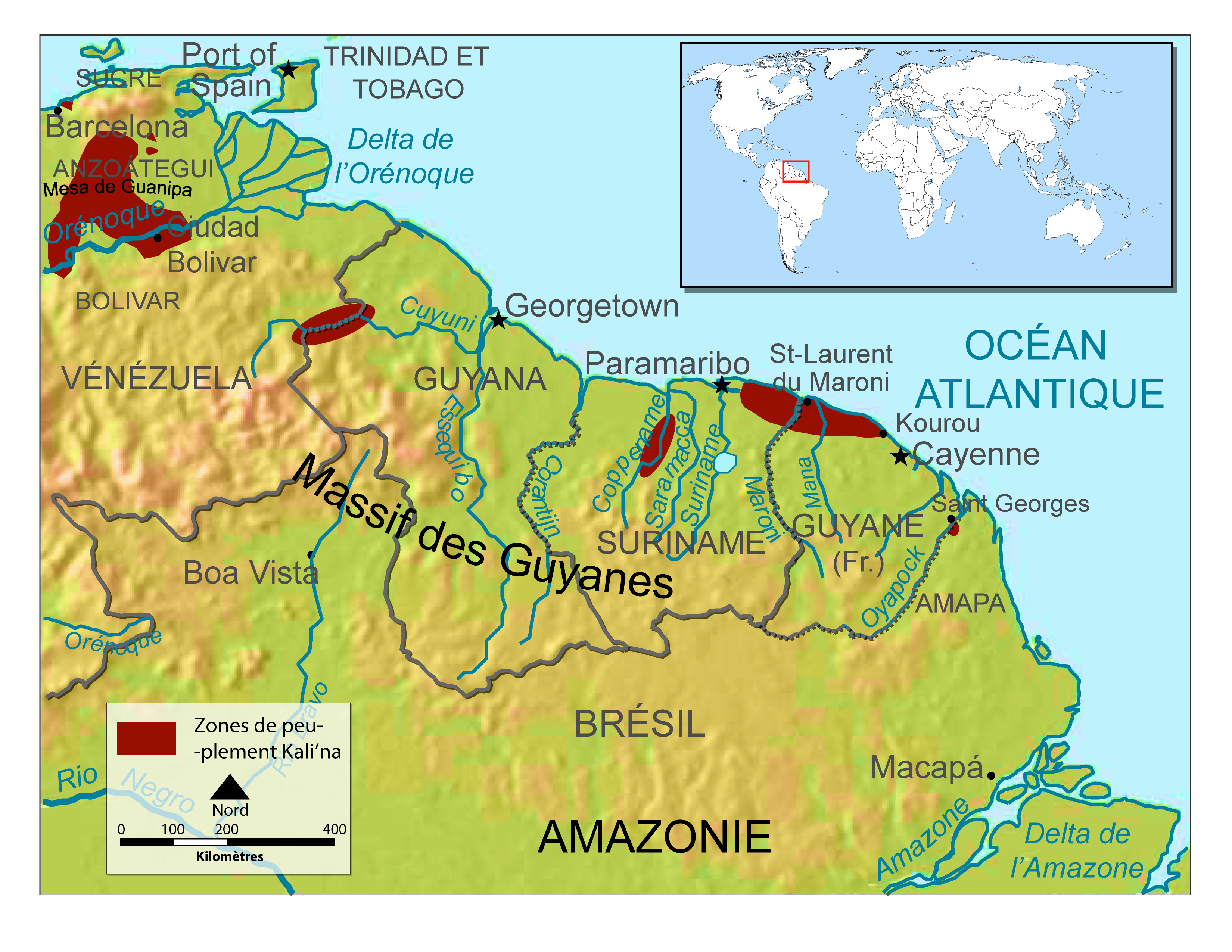
Huidige verspreiding van het Karaïbs

Het Karaïbs, ook bekend als Carib, Caribe, Cariña, Galibi, Galibí, Kali'na, Kalihna, Kalinya, Galibi Carib, Maraworno en Marworno, is een inheemse taal van de Caribische taalfamilie. Het wordt gesproken in Venezuela, de Guyana's en in mindere mate in Brazilië, waar het Galibi wordt genoemd.
Het alfabet van Karaïbs bestaat uit 17 letters: a, e, i, j, k, m, n, o, p, r, s, t, u, w, en y.
Schattingen van het aantal sprekers variëren van 4450 tot meer dan 10.000. Een hoge schatting gaat uit van de volgende sprekersaantallen:
- Venezuela: 5.000
- Frans-Guyana: 3.000
- Suriname: 2.500
- Guyana: 475
- Brazilië: 100

Veel leden van de Karaïben-bevolkingsgroep spreken het Karaïbs. De taal wordt echter minder aan volgende generaties doorgegeven, wat het voortbestaan op de lange termijn in gevaar brengt.

## Nederlandse leenwoorden
Het Karaïbs bevat enkele leenwoorden vanuit het Nederlands. De meeste zijn daar via het Surinaams-Nederlands of het Sranantongo terechtgekomen:
| Karaïbs   | Nederlands     |
| --------- | -------------- |
| bedi      | bed            |
| fulu      | veel           |
| keti      | ketting        |
| keleke    | kerk           |
| komiki    | kom            |
| konopu    | knoop          |
| kownu     | koning         |
| lesima    | lezen          |
| meliki    | melk           |
| paipa     | pijp           |
| palanka   | plank          |
| pesele    | raam (venster) |
| polomiki  | bloem          |
| posolo    | borstel        |
| puluku    | broek          |
| skopu     | schop          |
| supikili  | spiegel        |
| sonde     | zondag         |
| talapu    | trap           |
| watalakan | waterkan       |
| weki      | wegen          |
| wenkele   | winkel         |